# Impunitat
Impunitat és una excepció de càstig o fuita de la multa que implica una falta o delicte. En el dret internacional dels drets humans, es refereix a la impossibilitat de portar als violadors dels drets humans davant la justícia i, com a tal, constitueix en si mateixa una negació a les seves víctimes del seu dret a ser reparades. La impunitat és especialment comuna en països que manquen d'una tradició de l'imperi de la llei, pateixen corrupció política o tenen arrelats sistemes de mecenatge polític, o on el poder judicial és feble o les forces de seguretat estan protegides per jurisdiccions especials o immunitats.
El Conjunt de principis per a la protecció i la promoció dels drets humans mitjançant la lluita contra la impunitat, promulgat per la Comissió de Drets Humans de les Nacions Unides el 8 de febrer de 2005, defineix la impunitat com:
| « | [L]a inexistència, de fet o de dret, de responsabilitat penal per part dels autors de violacions, així com de responsabilitat civil, administrativa o disciplinària, perquè escapen a tota recerca amb la intenció de la seva inculpació, detenció, processament i, en cas de ser reconeguts culpables, condemna a penes apropiades, fins i tot a la indemnització del dany causat als seus víctimes | » |

El primer principi del mateix document estableix que:
| « | La impunitat constitueix una infracció de les obligacions que tenen els Estats d'investigar les violacions, adoptar mesures apropiades respecte dels seus autors, especialment en l'esfera de la justícia, perquè les persones sospitoses de responsabilitat penal siguin processades, jutjades i condemnades a penes apropiades, de garantir a les víctimes recursos eficaços i la reparació dels perjudicis soferts de garantir el dret inalienable a conèixer la veritat i de prendre totes les mesures necessàries per evitar la repetició d'aquestes violacions. | » |

Les comissions de la veritat i reconciliació són freqüentment establertes per nacions que venen sortint de períodes marcats per les violacions als drets humans —cops d'estat, dictadures militars, guerres civils, etc.—– amb la finalitat d'esclarir els esdeveniments del passat. Si bé aquest tipus de mecanismes poden ajudar en el processament final dels crims i el càstig dels culpables, sovint han estat criticats per la perpetuació de la impunitat en permetre que els infractors busquin la protecció en les lleis d'amnistia que hagin estat promulgades.
L'objectiu principal de l'Estatut de Roma, constitutiva de la Cort Penal Internacional, que va ser adoptada el 17 de juliol de 1998 i va entrar en vigència l'1 de juliol de 2002, és "posar fi a la impunitat dels autors d'aquests crims i a contribuir així a la prevenció de nous crims".